# アットクキケトゥス
アットクキケトゥス（Attockicetus）は、約4,900万年前（新生代古第三紀始新世前期）に生息していた、海生の原始的クジラ類。アトッキケトゥス、アトッキケタスともいう。
特殊化して子孫を持たないレミングトノケトゥス科に属し、現在知られている限り同科の中で最も小さく、そして最初期に位置するものである。生息時期はアンブロケトゥス属に等しい。
化石は2000年、ハンス・テーヴィスン（J.G.M.Hans Thewissen）とフセインらによって、パキスタン北部パンジャーブ州のカーラ・チッタ丘陵（Kala Chitta Hills）で発見された。

## 学名
属名は発見地カーラ・チッタに最寄の都市 アトックに因み、「アトックの鯨」の意。